# La Neuvelle-lès-Scey
La Neuvelle-lès-Scey és un municipi francès situat al departament de l'Alt Saona i a la regió de Borgonya - Franc Comtat. L'any 2007 tenia 198 habitants.

## Demografia

### Població
El 2007 la població de fet de La Neuvelle-lès-Scey era de 198 persones. Hi havia 77 famílies, de les quals 18 eren unipersonals (9 homes vivint sols i 9 dones vivint soles), 27 parelles sense fills i 32 parelles amb fills.
La població ha evolucionat segons el següent gràfic:
Habitants censats

### Habitatges
El 2007 hi havia 94 habitatges, 74 eren l'habitatge principal de la família, 14 eren segones residències i 7 estaven desocupats. 93 eren cases i 1 era un apartament. Dels 74 habitatges principals, 66 estaven ocupats pels seus propietaris, 7 estaven llogats i ocupats pels llogaters i 1 estava cedit a títol gratuït; 1 tenia una cambra, 3 en tenien dues, 7 en tenien tres, 46 en tenien quatre i 16 en tenien cinc o més. 72 habitatges disposaven pel capbaix d'una plaça de pàrquing. A 27 habitatges hi havia un automòbil i a 40 n'hi havia dos o més.

### Piràmide de població
La piràmide de població per edats i sexe el 2009 era:
| Homes | Edats   | Dones |
| ----- | ------- | ----- |
| 0     | 95 o +  | 0     |
| 0     | 90 a 94 | 0     |
| 4     | 85 a 89 | 0     |
| 0     | 80 a 84 | 0     |
| 0     | 75 a 79 | 0     |
| 4     | 70 a 74 | 4     |
| 4     | 65 a 69 | 0     |
| 4     | 60 a 64 | 8     |
| 4     | 55 a 59 | 8     |
| 8     | 50 a 54 | 8     |
| 12    | 45 a 49 | 8     |
| 0     | 40 a 44 | 0     |
| 0     | 35 a 39 | 4     |
| 4     | 30 a 34 | 4     |
| 8     | 25 a 29 | 0     |
| 4     | 20 a 24 | 0     |
| 0     | 15 a 19 | 0     |
| 8     | 10 a 14 | 0     |
| 4     | 5 a 9   | 4     |
| 0     | 0 a 4   | 4     |

## Economia
El 2007 la població en edat de treballar era de 115 persones, 84 eren actives i 31 eren inactives. De les 84 persones actives 80 estaven ocupades (48 homes i 32 dones) i 4 estaven aturades (1 home i 3 dones). De les 31 persones inactives 12 estaven jubilades, 10 estaven estudiant i 9 estaven classificades com a «altres inactius».

### Ingressos
El 2009 a La Neuvelle-lès-Scey hi havia 70 unitats fiscals que integraven 185 persones, la mediana anual d'ingressos fiscals per persona era de 14.640 €.

### Activitats econòmiques
Els 2 establiments que hi havia el 2007 eren d'empreses de construcció.
Els 2 serveis als particulars que hi havia el 2009 eren electricistes.
L'any 2000 a La Neuvelle-lès-Scey hi havia 5 explotacions agrícoles.

## Poblacions més properes
El següent diagrama mostra les poblacions més properes.